# Ielizaveta Iermolaieva
Ielizaveta Iermolaieva   (Vorsma, 2 d'abril de 1930) és una atleta belarussa ja retirada, especialista en curses de velocitat i mig fons, que va competir sota bandera soviètica durant la dècada de 1950.
En el seu palmarès destaca una medalla d'or en els 800 metres a les Universíades de 1957 i una de plata al Festival Mundial de la Joventut i els Estudiants del mateix any. El 1958 guanyà una nova medalla d'or en la mateixa prova al Campionat d'Europa d'atletisme, per davant la britànica Diane Leather i la seva compatriota Dzidra Levitska. Va ser campiona de la Unió Soviètica en els 800 metres el 1957 i 1958.
Una lesió impedí la seva participació als Jocs Olímpics d'Estiu de Roma de 1960 i precipità la seva retirada.

## Millors marques
- 400 metres. 55.4" (1957)
- 800 metres. 2' 05.6" (1957)[7]